# Piotr Pszczółkowski
Piotr Leszek Pszczółkowski (ur. 23 sierpnia 1970 w Łodzi) – polski prawnik, adwokat, w 2015 poseł na Sejm VIII kadencji, sędzia Trybunału Konstytucyjnego w stanie spoczynku.

## Życiorys
Ukończył w 1994 studia prawnicze na Wydziale Prawa i Administracji Uniwersytetu Łódzkiego. W 1998 po odbyciu aplikacji złożył egzamin adwokacki, w 1999 rozpoczął prowadzenie praktyki w zawodzie adwokata. W strukturach samorządu zawodowego powoływany na członka sądu dyscyplinarnego Izby Adwokackiej w Łodzi i zastępcę rzecznika dyscyplinarnego Okręgowej Rady Adwokackiej w Łodzi.
Po katastrofie polskiego Tu-154 w Smoleńsku został pełnomocnikiem części osób wykonujących prawa pokrzywdzonych (niektórych przedstawicieli rodzin około 20 ofiar) w tym Jarosława Kaczyńskiego. Uczestniczył również w tzw. konferencjach smoleńskich. Dwukrotnie w trakcie VII kadencji Sejmu zgłaszany przez klub parlamentarny Prawa i Sprawiedliwości na członka Trybunału Stanu, nie został jednak wybrany na tę funkcję.
W wyborach parlamentarnych w 2015 wystartował do Sejmu z listy PiS w okręgu łódzkim, otrzymując 9382 głosy i uzyskując mandat posła VIII kadencji.
1 grudnia 2015 sejmowa Komisja Sprawiedliwości i Praw Człowieka pozytywnie zaopiniowała jego kandydaturę – wysuniętą przez Prawo i Sprawiedliwość – na sędziego Trybunału Konstytucyjnego. Następnego dnia Sejm głównie głosami posłów PiS wybrał go na sędziego TK, określając w uchwale początek jego kadencji na dzień 3 grudnia 2015 (na to samo miejsce w Trybunale Konstytucyjnym Sejm VII kadencji wcześniej wybrał Bronisława Sitka, Sejm VIII kadencji podjął uchwałą „w sprawie stwierdzenia braku mocy prawnej” uchwały o wyborze Bronisława Sitka, a Trybunał Konstytucyjny wyrokiem z 3 grudnia 2015 orzekł o niezgodności z Konstytucją RP przepisu ustawy dopuszczającego wybór przez Sejm VII kadencji dwóch sędziów w miejsce sędziów kończących kadencje w trakcie Sejmu VIII kadencji). Tego samego dnia wygasł jego mandat poselski. 3 grudnia 2015 prezydent Andrzej Duda odebrał od niego ślubowanie. 12 stycznia 2016 dopuszczony do orzekania przez prezesa TK.
W październiku 2020 był jednym z dwóch sędziów Trybunału Konstytucyjnego, którzy zgłosili zdania odrębne do orzeczenia TK, w którym ten uznał za niezgodną z Konstytucją RP dopuszczalność wykonywania aborcji z powodu ciężkiego i nieodwracalnego upośledzenia płodu albo nieuleczalnej choroby zagrażającej jego życiu. W październiku 2021 jako jeden z dwóch członków TK (drugim sędzią był Jarosław Wyrembak) zgłosił zdanie odrębne do orzeczenia, w którym TK uznał wybrane przepisy traktatu o Unii Europejskiej za niezgodne z Konstytucją RP.
Jego dziewięcioletnia kadencja w TK zakończyła się 3 grudnia 2024.